# Astral Projection
Astral Projection är en israelisk musikgrupp som gör goatrance. Gruppens medlemmar är Avi Nissim och Lior Perlmutter. Förutom att producera musik och utöka sin omfattande diskografi så turnerar gruppen jorden runt och ger liveshower. Sedan 1993 driver gruppen sitt eget skivbolag, Trust in Trance Records.

## Diskografi
- 1995 – Power Gen EP
- 1995 – The Astral Files
- 1996 – Time Began With the Universe EP
- 1996 – Trust in Trance
- 1997 – Dancing Galaxy
- 1999 – Another World
- 2000 – In the Mix
- 2002 – Amen
- 2004 – Ten
- 2012 – One